# Плодорадгосп (Безенчуцький район)
Плодорадгосп (рос. Плодосовхоз) — селище в Безенчуцькому районі Самарської області Російської Федерації.
Населення становить 20 осіб. Входить до складу муніципального утворення сільське поселення Катеринівка.

## Історія
Населений пункт розташований у межах українського етнічного та культурного краю Жовтий Клин.
Від 2005 року входило до складу муніципального утворення сільське поселення Катеринівка.

## Населення
| 2010 | 2012 | 2013 | 2014 | 2015 | 2016 |
| ---- | ---- | ---- | ---- | ---- | ---- |
| 16   | →16  | →16  | ↗21  | ↘19  | ↗20  |